# Acquarossa
Acquarossa je obec ve švýcarském kantonu Ticino, okresu Blenio. Nachází se v údolí řeky Brenno, asi 30 kilometrů severně od kantonálního hlavního města Bellinzony. Má přibližně 1 800 obyvatel.
Podle místní tradice se název vztahuje výhradně na budovy, které bezprostředně obklopují termální lázně na úpatí hory Simano. Osada Acquarossa, která patřila k bývalé obci Lottigna, se stala názvem nové obce založené 4. dubna 2004, která vznikla sloučením devíti předchozích obcí. 

## Geografie
Acquarossa leží v centrální části údolí Blenio, na řece Brenno. Sousedními obcemi ve směru hodinových ručiček jsou Blenio na severu a Serravalle na východě a jihu, které rovněž vznikly sloučením menších obcí. Na západě Acquarossa sousedí s obcí Faido v okrese Leventina.
Na obecním katastru je značný podíl lesů, pouze 2 % území jsou zastavěná nebo schválená k zástavbě.

## Historie

Castro a Valentino (1954)

Slovo Acquarossa jako takové není žádným názvem obce – název Acquarossa („červená voda“) je odvozen od místních pramenů obsahujících sůl, železo, arzen a uhličitan lithný, které mají stálou teplotu 25 až 26 °C a vytékají z horského svahu rychlostí 2500 litrů za minutu. Koupací a pitná voda z pramene, stejně jako červené bahno (fango), které se z něj získává, mají údajně léčivé účinky. Používá se k léčbě potíží, jako jsou diskopatie, ischias, dna, poruchy krevního oběhu nebo revmatismus, a kdysi byl chválen i pro zmírnění tropických nemocí. První zmínka o názvu místa Aquam rubeam pochází z roku 1446. V 18. století zde byly malé lázně, postavené v roce 1786 na základech starší budovy Palazzo Malingamba. Tato lázeňská budova, která se později stala přístavbou, byla v roce 1912 rozšířena a přestavěna. Nevyužívaný lázeňský hotel Acquarossa je obklopen vzrostlými stromy. Impozantní budova má dvě boční křídla a uprostřed korpus budovy, který byl přesunut do zadní části. Budova je světle růžová a okenice jsou olivově zelené. Všechny okenice jsou zavřené. Zahrada ani budova nejsou zanedbané, ale jsou neudržované. Lázeňský hotel byl otevřen v roce 1886 a uzavřen v roce 1971. Za budovou se k léčebným účelům získávala teplá voda a červené bahno (fango).

Historický pohled na lázeňský hotel Terme

V roce 1881 byl z iniciativy kněze Antonia Del Sira postaven malý domov důchodců pro duchovní ve výslužbě, Villa Riposo v části Stallaza. Vznikla tak nemocnice Ospedale Bleniese di Maria Ausiliatrice. V letech 1898, 1909, 1913 a 1936 byla rozšířena o přístavby. S pomocí sester Menzingerových byla založena profesionální nemocnice. V roce 1913 měla nemocnice 35 lůžek. Po získání darů od bohatých emigrantů žijících v Londýně, Paříži a Miláně byl v roce 1921 pověřen architekt Giuseppe Bordonzotti, aby postavil impozantní novou budovu s mnoha balkony a hodinovou věží, která byla dokončena v roce 1923. Později musela ustoupit funkcionalistické funkční budově.
Zájem o termální léčbu v Acquarosse podpořily publikace Angela Scarenzia, profesora medicíny a mezinárodně uznávaného dermatologa, který vyučoval na univerzitě v Pavii. Absolvent jeho fakulty byl jmenován prvním lékařským ředitelem termálních lázní. V roce 1882 koupil vládní komisař Domenico Andreazzi pozemky s pramenem od obcí Lottigna, Dongio, Leontica a Corzoneso. Od té doby jsou prameny v soukromých rukou, přestože právník a místní politik Ambrogio Bertoni z Lottigny marně usiloval o dočasnou koncesi. Provozní společnost, založená v roce 1882, pověřila stavbou architekta Giuseppe Martinoliho, v roce 1886 otevřela lázeňský hotel Albergo delle Terme a z Acquarossy vybudovala turistické centrum údolí. V roce 1918 měl hotel 70 lůžek v 55 pokojích. Další lůžka byla nabízena hostům v okolních penzionech. K dispozici byl park, několik restaurací, pošta s telefonem a telegrafem a dostavníková služba, nebo od roku 1911 železniční spojení pomocí trati Biasca–Acquarossa v osadě Comprovasco. Zpočátku byly lázně na severu Alp téměř neznámé a až do vypuknutí první světové války sem jezdili především turisté z Ticina a Itálie.
Během války a v meziválečném období se podnik dostal do krize kvůli absenci italských hostů. Podle majitelů, rodiny Greterových z Basileje, kteří objekt koupili v roce 1932, se v lázních později ubytovalo mnoho Němců a Angličanů. Hlavní hosté však v té době pocházeli z německy mluvící části Švýcarska. V roce 1971 musel být provoz lázní ukončen z důvodu nedostatku finančních prostředků na nezbytně nutnou rekonstrukci budov, protože dříve spolupracující rodina majitelů již nemohla nést tyto náklady a navíc bylo nutné zvýšit počet zaměstnanců. Hlavním problémem bylo, že budovy nebylo možné v zimě dostatečně vytápět, navíc koupelny byly na podlaze. Téměř současně byl v roce 1973 ukončen i provoz na železnici. Od té doby je místo opuštěné a je jen minimálně udržované. Neohlášená návštěva se nedoporučuje. Několik pokusů o obnovení lázeňské činnosti bylo neúspěšných. 

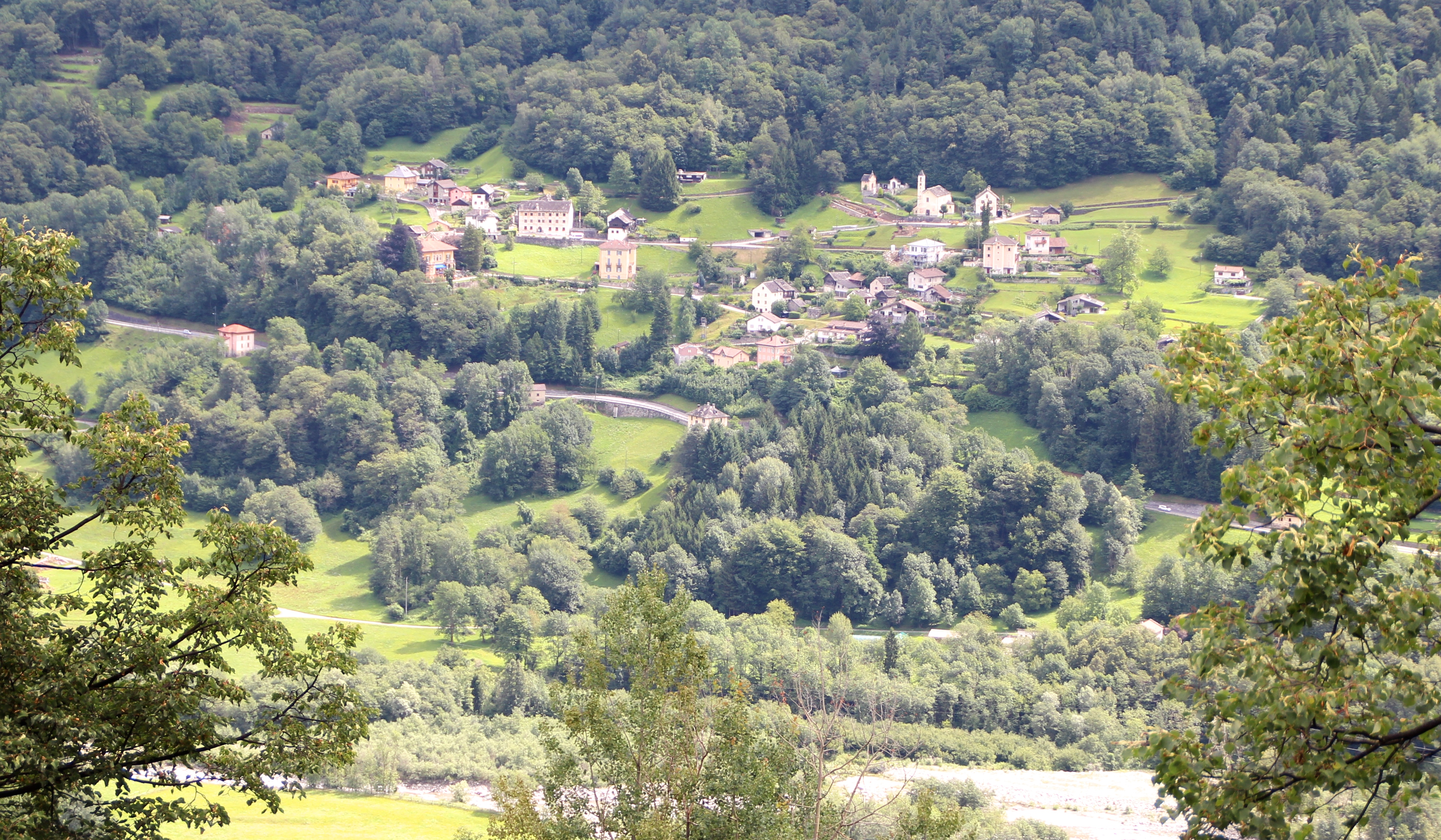
Lottigna

Současná obec vznikla v roce 2004 sloučením dříve samostatných obcí Castro, Corzoneso, Dongio, Largario, Leontica, Lottigna, Marolta, Ponto Valentino a Prugiasco do nové obce Acquarossa. Sloučení předcházelo referendum, které se konalo 22. září 2002 a v němž se pro sloučení vyslovilo 71 % všech hlasujících. Největší podporu získalo v obci Castro s 97 % kladnými hlasy, nejmenší v Dongiu s 55 %.
V dalším referendu, konaném dne 27. listopadu 2016, se většina obyvatel obce Acquarossa vyslovila pro zřízení národního parku Parc Adula.

## Obyvatelstvo
| Rok            | 1991 | 2000 | 2010 | 2018 | 2019 | 2020 |
| Počet obyvatel | 1750 | 1789 | 1841 | 1808 | 1813 | 1807 |

Údolí Blenio je jednou z italsky mluvících oblastí Švýcarska. Převážná většina obyvatel obce tak hovoří italsky.

## Doprava

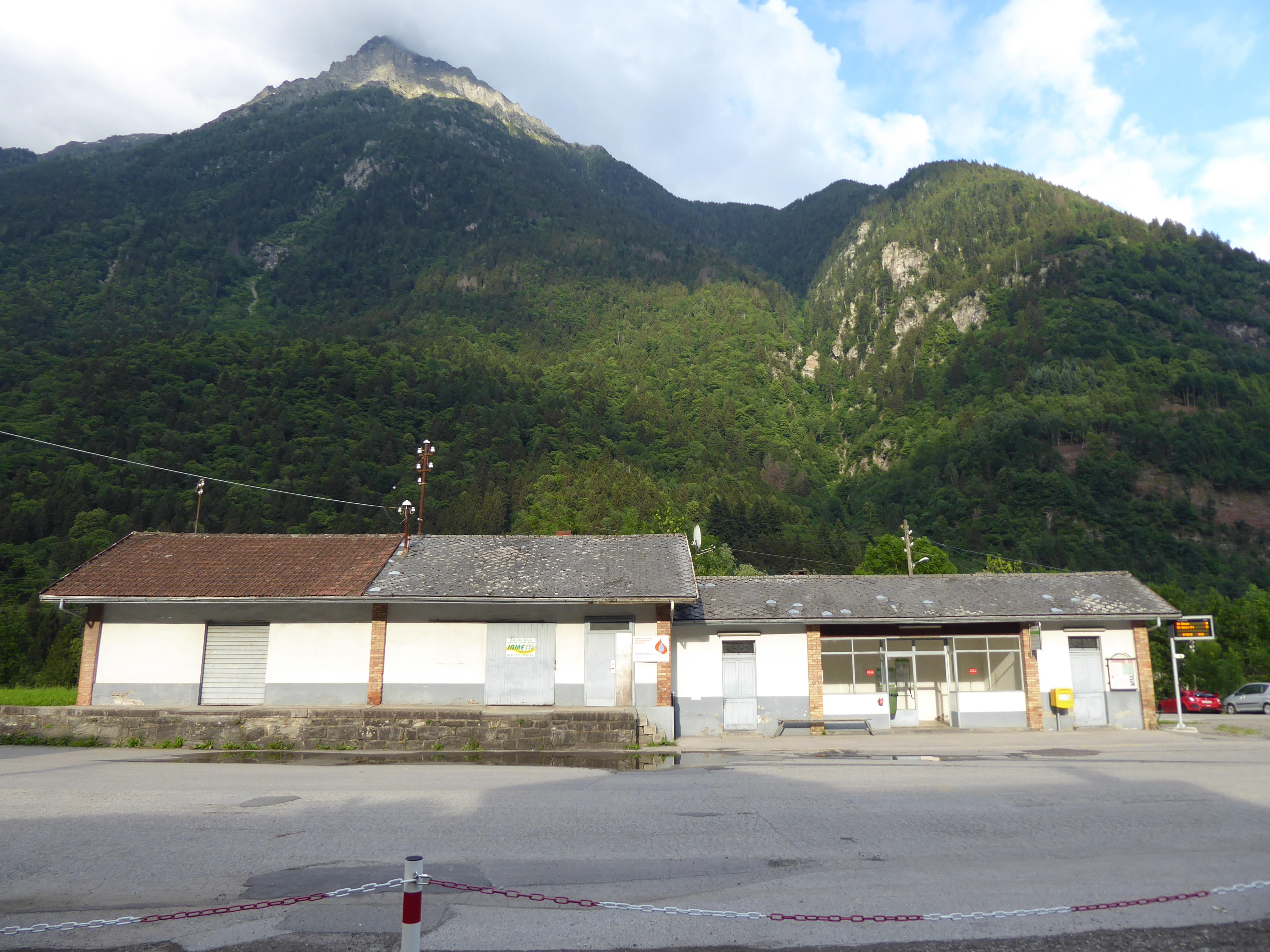
Bývalá nádražní budova v Acquarosse

Acquarossa leží na hlavní silnici vedoucí údolím Blenio, která se u obce Biasca napojuje na dálnici A2 na jihu. Hlavní silnice vede z větší části po východním břehu řeky Brenno. Až do Aquily na severu je možné jet také po klikaté silnici přes vesnice západně od Brenna. Dále na sever je možné projet také Lukmanierským průsmykem.
Autobusová linka 131 společnosti Autolinee Bleniesi S.A. (pod záštitou Postauto) mezi obcemi Biasca a Olivone zajišťuje spojení s železniční stanicí švýcarských spolkových drah SBB v Biasce na Gotthardské dráze. Původně toto spojení zajišťovala železniční trať Biasca–Acquarossa, otevřená roku 1911. Plány na prodloužení trati dále do údolí, až do Olivone, padly kvůli špatné celkové hospodářské situaci v lednu 1914. Po první světové válce však dráha prosperovala. S rozšířením automobilů se ale rentabilita a celková situace na trati od roku 1968 zhoršovala a dne 29. září 1973 byl provoz na trati ukončen, koleje byly vytrhány a vozidla prodána nebo sešrotována.
Z autobusového nádraží Acquarossa-Comprovasco dále jezdí autobusové linky 133 do Leontica a 134 do Ponto Valentino.